# Omorgus discedens
Omorgus discedens är en skalbaggsart som beskrevs av Haaf 1954. Omorgus discedens ingår i släktet Omorgus och familjen knotbaggar. Inga underarter finns listade i Catalogue of Life.